# Тайро (Огайо)
Тайро (англ. Tiro) — селище (англ. village) в США, в окрузі Кроуфорд штату Огайо. Населення — 219 осіб (2020).

## Географія
Тайро розташоване за координатами 40°54′23″ пн. ш. 82°46′8″ зх. д. / 40.90639° пн. ш. 82.76889° зх. д. (40.906316, -82.768973).  За даними Бюро перепису населення США в 2010 році селище мало площу 1,07 км², уся площа — суходіл.

## Демографія
Згідно з переписом 2010 року, у селищі мешкало 280 осіб у 85 домогосподарствах у складі 71 родини. Густота населення становила 263 особи/км².  Було 106 помешкань (99/км²).
Расовий склад населення:
| - 96,8 % — білих - 0,7 % — чорних або афроамериканців - 0,7 % — азіатів |

До двох чи більше рас належало 1,8 %. Частка іспаномовних становила 3,9 % від усіх жителів.
За віковим діапазоном населення розподілялося таким чином: 31,1 % — особи молодші 18 років, 55,3 % — особи у віці 18—64 років, 13,6 % — особи у віці 65 років та старші. Медіана віку мешканця становила 35,6 року. На 100 осіб жіночої статі у селищі припадало 98,6 чоловіків;  на 100 жінок у віці від 18 років та старших — 101,0 чоловіків також старших 18 років.
Середній дохід на одне домашнє господарство  становив 45 288 доларів США (медіана — 42 500), а середній дохід на одну сім'ю — 48 351 долар (медіана — 43 750). За межею бідності перебувало 41,1 % осіб, у тому числі 70,3 % дітей у віці до 18 років та 0,0 % осіб у віці 65 років та старших.
Цивільне працевлаштоване населення становило 61 осіб. Основні галузі зайнятості: виробництво — 44,3 %, освіта, охорона здоров'я та соціальна допомога — 13,1 %, роздрібна торгівля — 8,2 %, мистецтво, розваги та відпочинок — 8,2 %.